# アーントーン諸島
座標: 北緯9度37分23.8秒 東経99度40分33.2秒 / 北緯9.623278度 東経99.675889度
アーントーン諸島（アーントーンしょとう）とはタイ南部に位置するスラートターニー県のサムイ島郡に属する島嶼群。領域はサムイ島の北西部と共にタムボン・アーントーンに属すし、本土を流れるターピー川の河口の沖合にある。
諸島には石灰岩の山、砂浜、断崖、サンゴ礁、マングローブ林などがあり、固有種のパフィオペディルム・ニウェウムは生えている。2002年にラムサール条約登録地となった。

## 行政区分
主な島を北から。
- リム島
- サムサオ島（タイ語版）
- ワタラプ島（タイ語版）
- アーントーン島
- パルアイ島（英語版）
- ソム島
- チュアック島
- ノックタパーオ島